# Любовь статского советника (фильм)
«Любовь статского советника» (1915) — художественный немой фильм Петра Чардынина. Фильм вышел на экраны 10 ноября 1915 года.

## Сюжет
По сценарию Евгения Чирикова. 
Сюжет изложен в журнале «Сине-фоно».
В город приехала оперно-балетная труппа. На первом же представлении во время балетных номеров прима-балерина Лолла (Лола) имеет колоссальный успех. 
Статский советник Фон-Брюк пожирает глазами танцовщицу, бросает ей на сцену цветы. В Лолу влюблён скрипач Сурдинский. 
Фон-Брюку удаётся познакомиться с танцовщицей. Ухаживанья такой персоны льстят как самой балерине, так и её мамаше. Фон-Брюк всё больше увлекается Лолой. Он письменно делает ей предложение стать его женой и оставить сцену. Лола принимает предложение.
Однако бывшая балерина скучает в новой домашней обстановке. Однажды она видит бродячих музыкантов со своим другом Сурдинским и приглашает их в свою столовую. Фон Брюк пытается выгнать музыкантов, но Лола не даёт это сделать.
Статский советник нанимает Сурдинского в штат своих чиновников, но затем увольняет его. Лола понимает, что любит Сурдинского и хочет выступать вместе с ним в концерте. Жители города присутствуют на концерте и встречают появление жены статского советника неодобрительно. 
Лола и Сурдинский уезжают из города. Статский советник и его мать остаются в глупом положении.

## В ролях

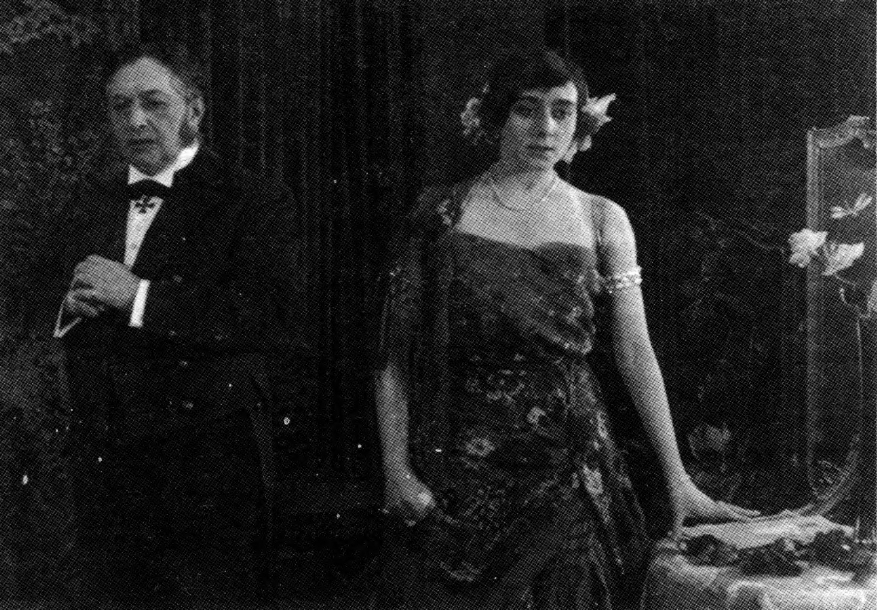
В. Эльский и В. Каралли в фильме «Любовь статского советника» (1915)

| Актёр            | Роль                        |
| ---------------- | --------------------------- |
| Владимир Эльский | статский советник фон-Брюк  |
| Марфа Кассацкая  | Матильда Ивановна, его мать |
| Вера Каралли     | балерина Лола               |
| Мария Халатова   | её мать                     |
| Виталий Брянский | Сурдинский, скрипач         |
| Леонид Жуков     | партнёр Лолы                |

## Критика
В журнале «Сине-Фоно» (1915, № 3, с. 68) фильм получил положительную оценку: «Режиссёру Чардынину удалось дать ряд сцен, верно передающих томительную скуку захолустного существования. В картине много танцев. Из исполнителей
отметим г-жу Каралли, г-на Эльского, г-жу Кассацкую».
Обозреватель журнала «Проектор» (1915, № 4, с. 10) писал:  «В картине комический и
драматический элементы смешаны в равной мере. Это придаёт картине
большую жизненность и правдивость».
В журнале «Пегас» (1915, № 2, с. 60—61) отмечалось, что «В.А. Каралли в роли Лолы дала такую массу тонких и разнообразных нюансов, какой не давала ещё ни в одной из всех сыгранных ею ролей». Также отмечались актёрские работы В. Эльского и М. Кассацкой».
Историк дореволюционного кино Вениамин Вишневский оценил картину как «попытку создания бытовой сатирической кинокомедии в содружестве с писателем». В энциклопедии «Первый век нашего кино» высказывалось мнение, что «пьеса для экрана» E. Чирикова «оказалась гораздо интереснее снятого по ней фильма».